# Мастер чиф-петти-офицер

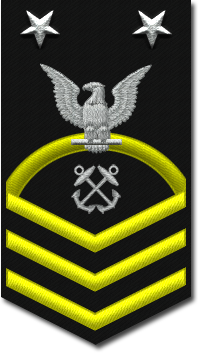
Нашивка мастер чиф-петти-офицера ВМС США

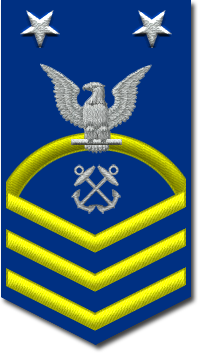
Нашивка мастер чиф-петти офицера Береговой охраны США

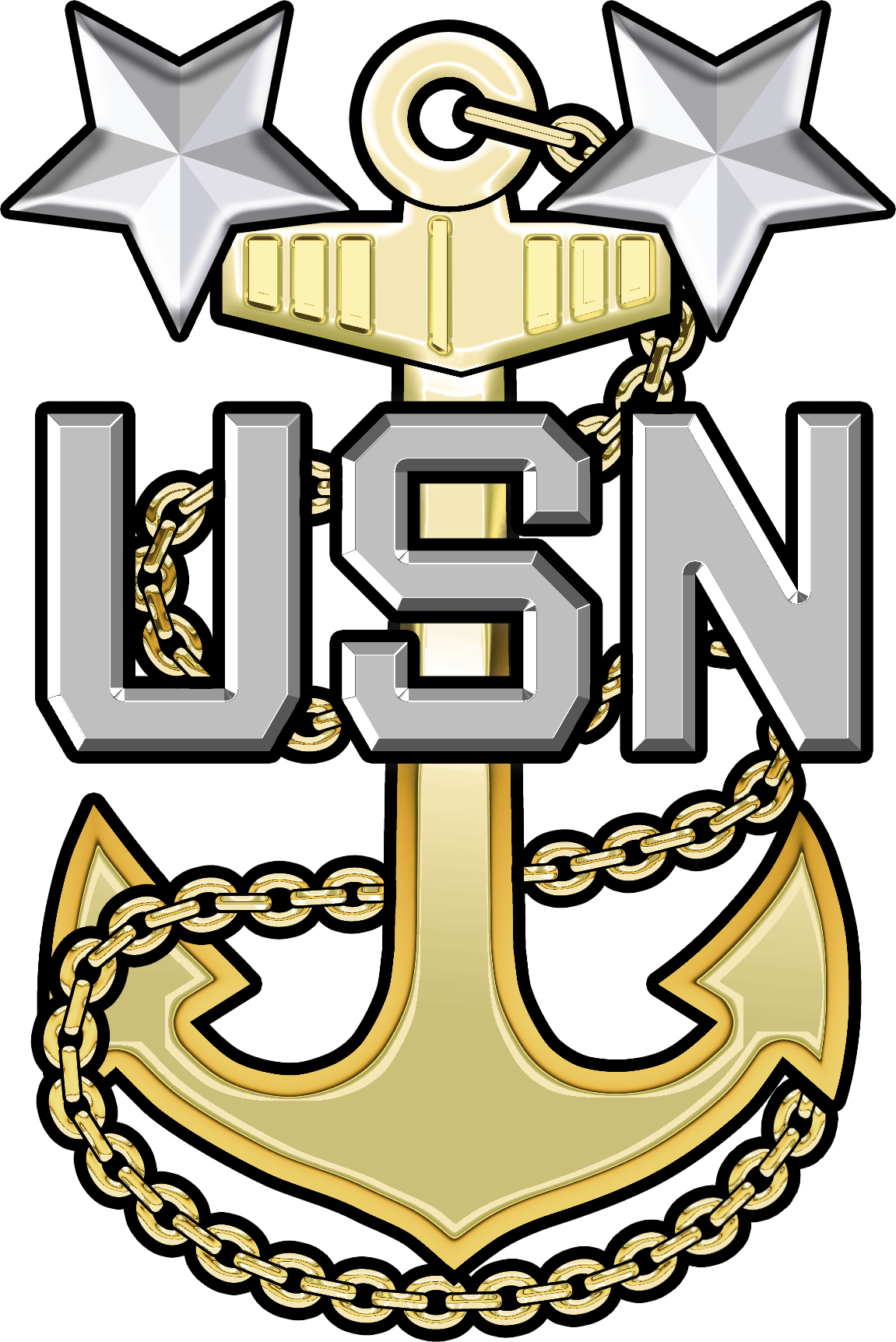
Особый знак различия мастер чиф-петти-офицера ВМС США

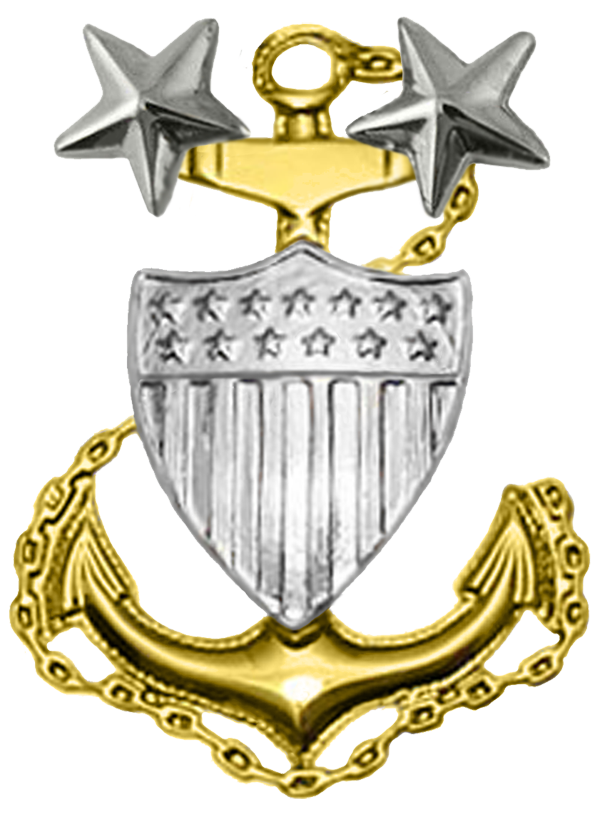
Особый знак различия мастер чиф-петти-офицера Береговой охраны США

Мастер чиф-пе́тти-офицер (англ. Master Chief Petty Officer) (MCPO) — одно из высших воинских званий петти-офицеров Военно-морских сил США и Береговой охраны США.
В Военно-морских силах США это звание относится к девятой ступени военной иерархии (E-9) вместе с воинскими званиями мастер чиф-петти-офицера флота, мастер чиф-петти-офицера сил и главного мастер чиф-петти-офицера. Низшее воинское звание — старший чиф-петти-офицер, высшее воинское звание — мастер чиф-петти-офицер ВМС США.
В Вооружённых силах США звание мастер чиф-петти-офицера соответствует следующим званиям: сержант-майор — в армии США, главный мастер-сержант — в ВВС США, старший комендор-сержант — в Корпусе морской пехоты США.

## Знаки различия
Знаком различия для мастер чиф-петти-офицера является нарукавная нашивка с орлом, которая размещена выше эмблемы специалиста флота и трёх лент-шевронов, углы верхнего шеврона соединяются лентой-дужкой. Выше орла с раскинутыми крыльями размещены по углам нашивки острием вниз две звезды. На тёмно-синей (чёрной) форме, орёл, звезда и эмблемы специалиста белые, и шевроны красного цвета. Если петти-офицер служил в военно-морском флоте 12 лет и более и имеет отличное поведение, то на нарукавной нашивке он носит золотые шевроны; в Береговой охране эти шевроны не используются.
На другой форме одежды знаком различения мастер чиф-петти-офицера служит специальная эмблема в виде золотистого якоря, переплетается с серебряным надписью «USN», а у Береговой охраны серебряный щит. В верхней части эмблемы размещены две серебряные звезды.